# Arishima Ikuma
En aquest nom japonès, el cognom és Arishima.
Arishima Ikuma (japonès: 有島生馬; 26 de novembre de 1882-15 de setembre de 1974), pseudònim d'Arishima Mibuma (有島壬生馬), va ser un pintor i escriptor japonès d'estil occidental.
Va néixer a la ciutat de Yokohama, era germà dels escriptors Arishima Takeo i Satomi Ton. Es va graduar a la Universitat d'Estudis Estrangers de Tòquio, mentre paral·lelament va aprendre pintura sota la tutela de Fuhishima Takeji, esdevenint un pintor a l'estil occidental. Acabada la seva formació, durant els primers anys del segle xx va viatjar per Europa, on durant uns anys va recórrer diverses capitals europees, influenciat de forma important pel moviment postimpressionista o impressionisme tardà. Primer va estudiar a Itàlia, a l'Escola de Belles Arts de Roma el 1905. El 1907 es va traslladar a París, on va obtenir informació de primera mà sobre l'ascens a la fama de pintors com Cézanne, Van Gogh, Gauguin o Matisse, que després va donar a conèixer al Japó.
El març de 1910 va tornar al Japó, moment en què incorporar-se al moviment artístic i literari Shirakabaha, un dels primers que va rebre les influències postimpressionistes de la mà d'Arishima, i que va veure la llum a la revista Shirakaba, que es va començar a publicar en aquella època. A la revista és important la seva contribució en els llargs articles que va escriure sobre Cézanne.
Va ser membre fundador de l'organització d'artistes Nikakai, membre de la Societat d'Aquarel·la del Japó, i el 1935 va ser nomenat membre de l'Acadèmia Imperial d'Arts del Japó. El 1964 va ser nomenat Persona de Mèrit Cultural.
Va exposar les seves obres a les exposicions Inten i Nitten. La seva faceta com a pintor inclou, a banda de la pintura, estampats sobre xapa metàl·lica i escriptura artística. A més, va ser un novel·lista i assagista destacar, a més de traduir l'obra Souvernis de Cézanne d'Émile Bernard, el 1920.